# Cốc thánh

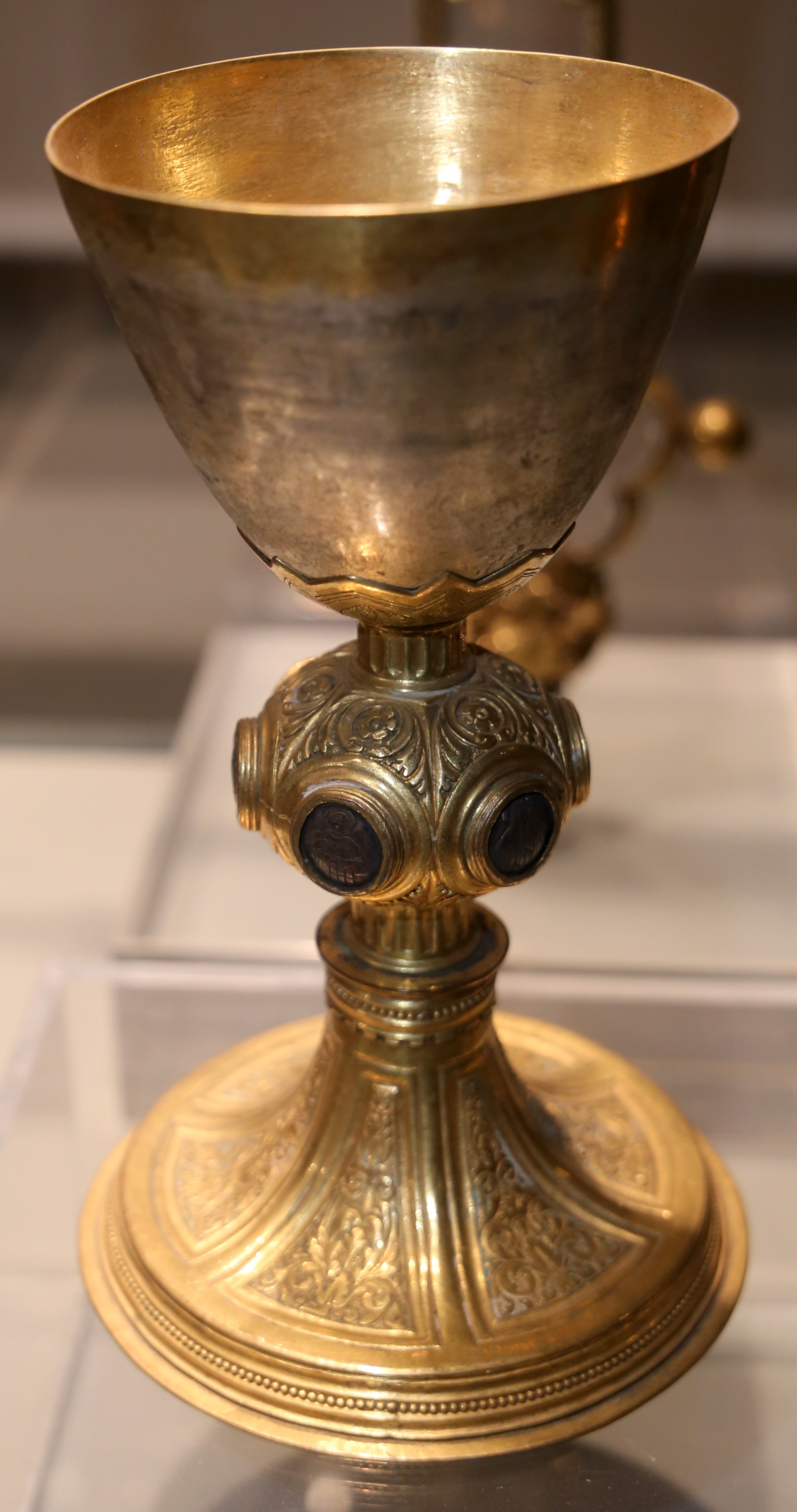
Một chiếc cốc thánh khoảng thế kỷ thứ XV

Cốc thánh (tiếng Anh: Chalice, tiếng La-tinh: Calix, vay mượn từ tiếng Hy Lạp là: κύλιξ, kylix nghĩa là cốc) hay còn gọi là ly bầu (Goblet) là một chiếc cốc có chân dùng để đựng đồ uống, thường là rượu. Trong thực hành tôn giáo, cốc thánh hay ly thánh thường được dùng để uống trong buổi Thánh lễ hoặc có thể mang một ý nghĩa tượng trưng nhất định. Khi khai mạc các buổi thờ phượng theo thuyết Nhất vị luận, nhiều giáo đoàn thắp ngọn lửa bên trong ly thánh. Chén thánh lửa là biểu tượng được sử dụng rộng rãi nhất của dòng Nhất vị luận và các hiệp hội của dòng thuyết này. Cốc thánh là biểu tượng của sự tranh đấu tự do tôn giáo khỏi sự áp đặt giáo lý dưới hệ thống cấp bậc; ngọn lửa được hiểu như một đài tưởng niệm những người đã hy sinh mạng sống của mình vì tự do tôn giáo trong suốt lịch sử, chiếc cốc rực lửa giống như một cây thánh giá, tượng trưng cho nguồn gốc Cơ Đốc giáo. Theo truyền thống Kitô giáo, thì cốc thánh là chiếc bình cốc mà Chúa Giêsu đã sử dụng trong Bữa Tiệc Ly để rót rượu. Các văn bản Tân Ước không đề cập đến chiếc cốc ngoại trừ trong bối cảnh Bữa Tiệc Ly.
Vào thời La Mã cổ đại thì cốc có đế chân (calix) là một bình uống nước bao gồm một cái bát cố định trên một giá đỡ và được sử dụng phổ biến trong các bữa tiệc. Trong Công giáo La Mã, Chính thống giáo Đông phương, Chính thống giáo Cổ Đông phương, Anh giáo, Giáo hội Luther và một số giáo phái Cơ Đốc giáo khác, thì ly thánh là một chiếc cốc đứng dùng để đựng rượu bí tích trong Thánh Thể (còn được gọi là Bữa tối của Chúa hoặc Rước lễ). Cốc thánh thường được làm bằng kim loại quý, và đôi khi chúng được tráng men và đính đồ trang sức, đá quý. Chiếc cốc vàng tượng trưng cho gia đình và truyền thống. Cốc thánh được coi là một trong những vật linh thiêng nhất trong việc thờ phượng phụng vụ của Cơ đốc giáo và nó thường được làm phép trước khi sử dụng. Trong Giáo hội Công giáo La Mã và một số Giáo hội Công giáo Anh, theo phong tục, một chén thánh được thánh hiến bằng cách được xức dầu cùng với dầu thánh hiến, và việc thánh hiến này chỉ có thể được thực hiện dưới tay giám mục hoặc tu viện trưởng (chỉ được sử dụng trong tu viện của chính mình cai quản). 

## Hình ảnh

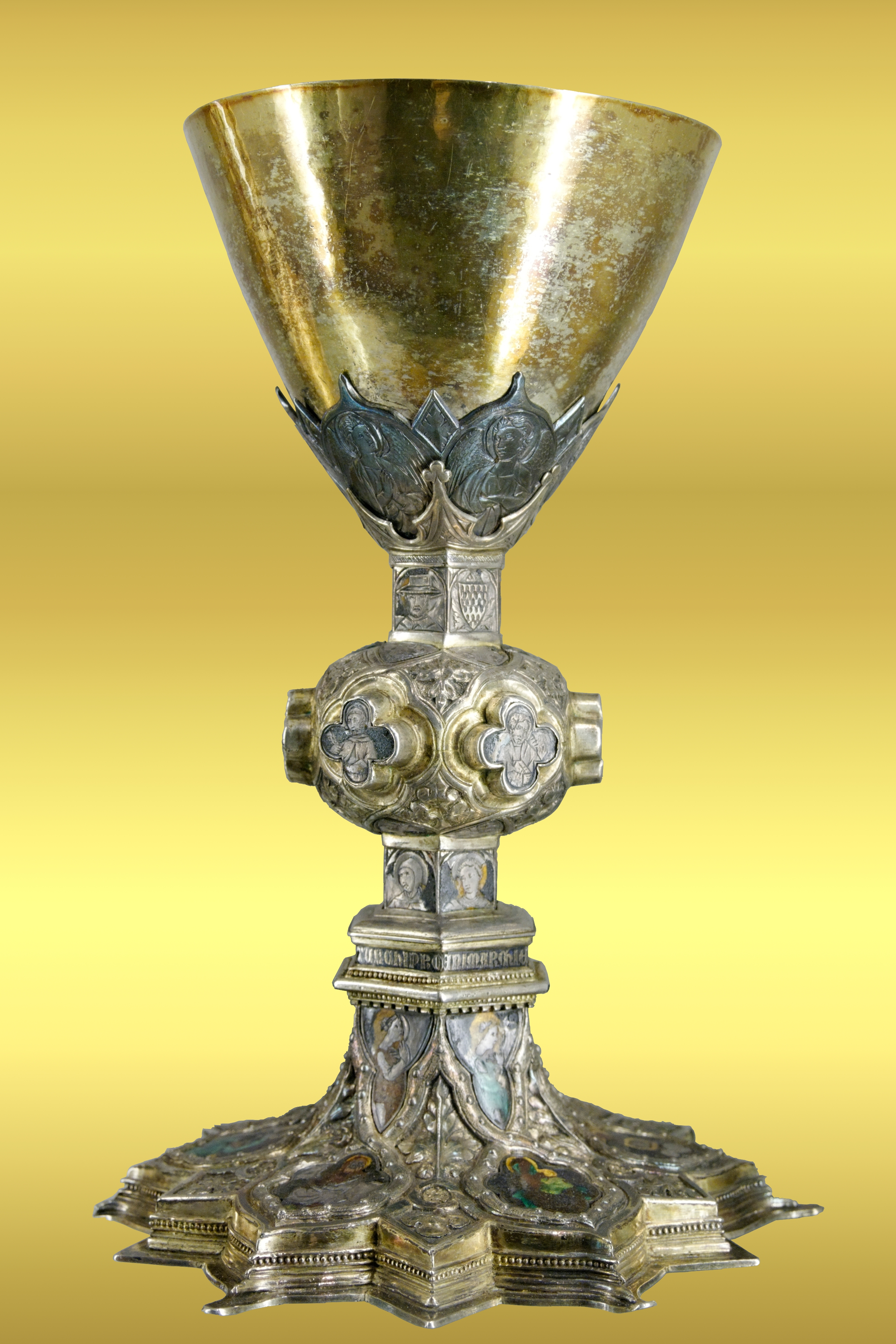
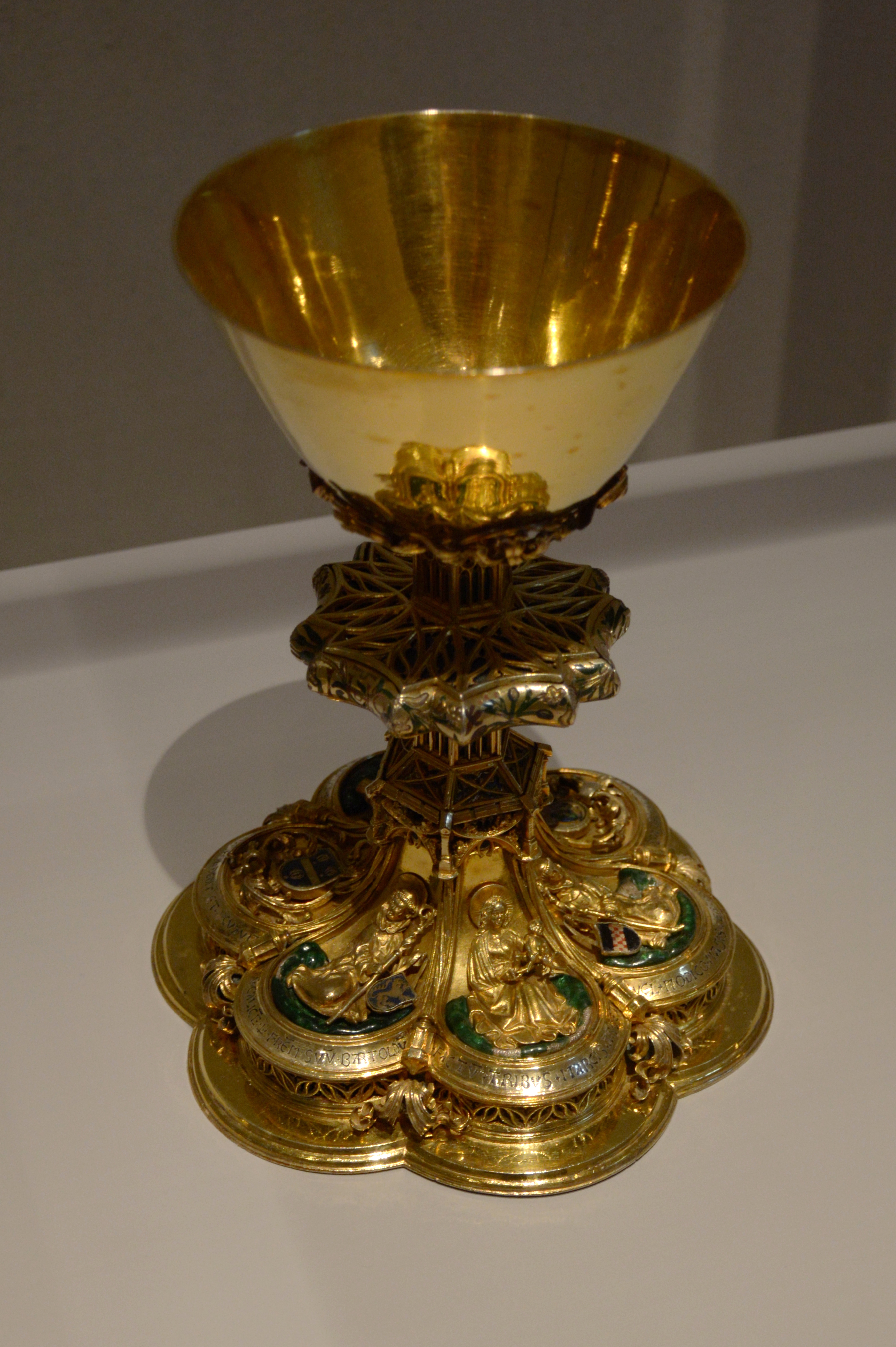
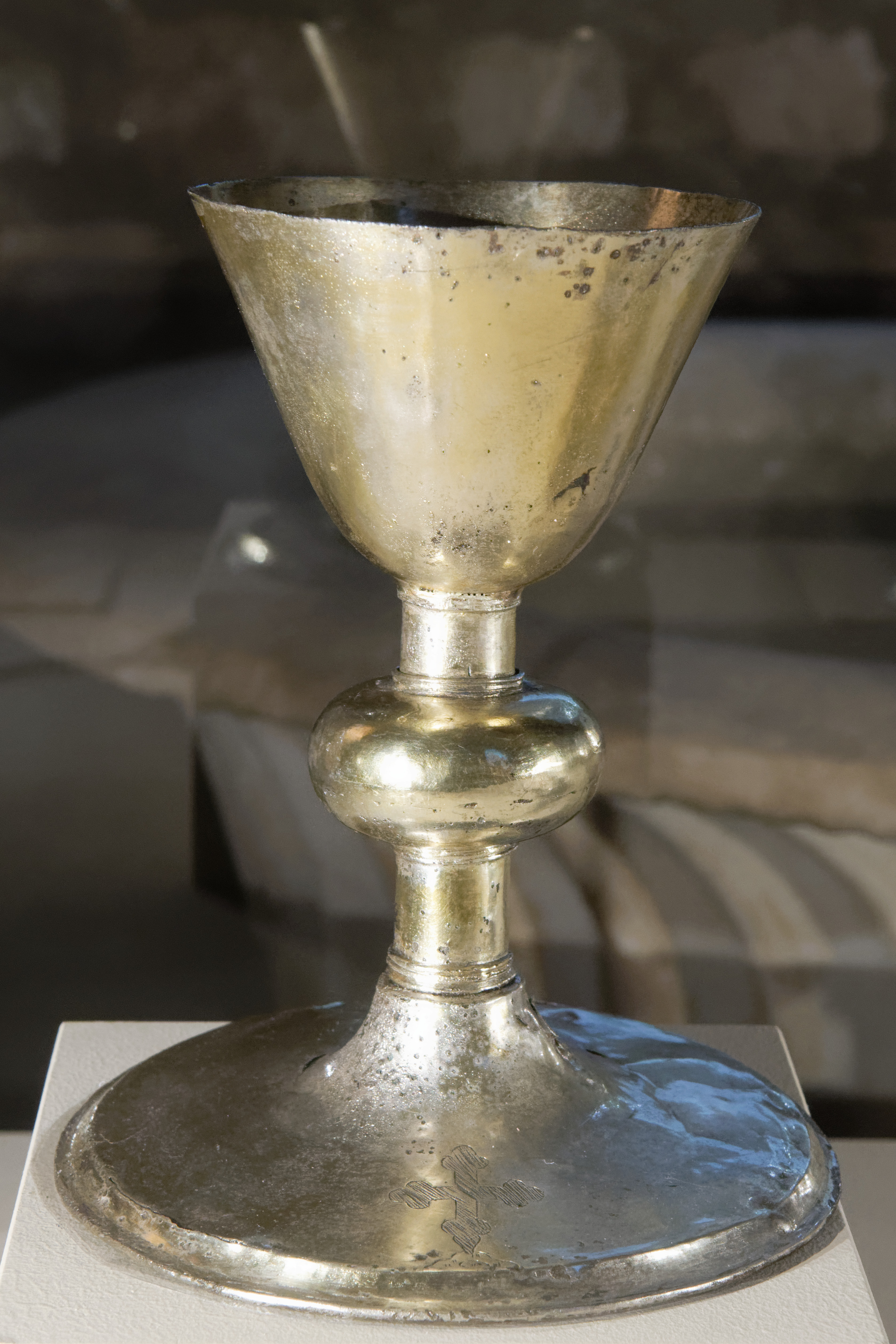
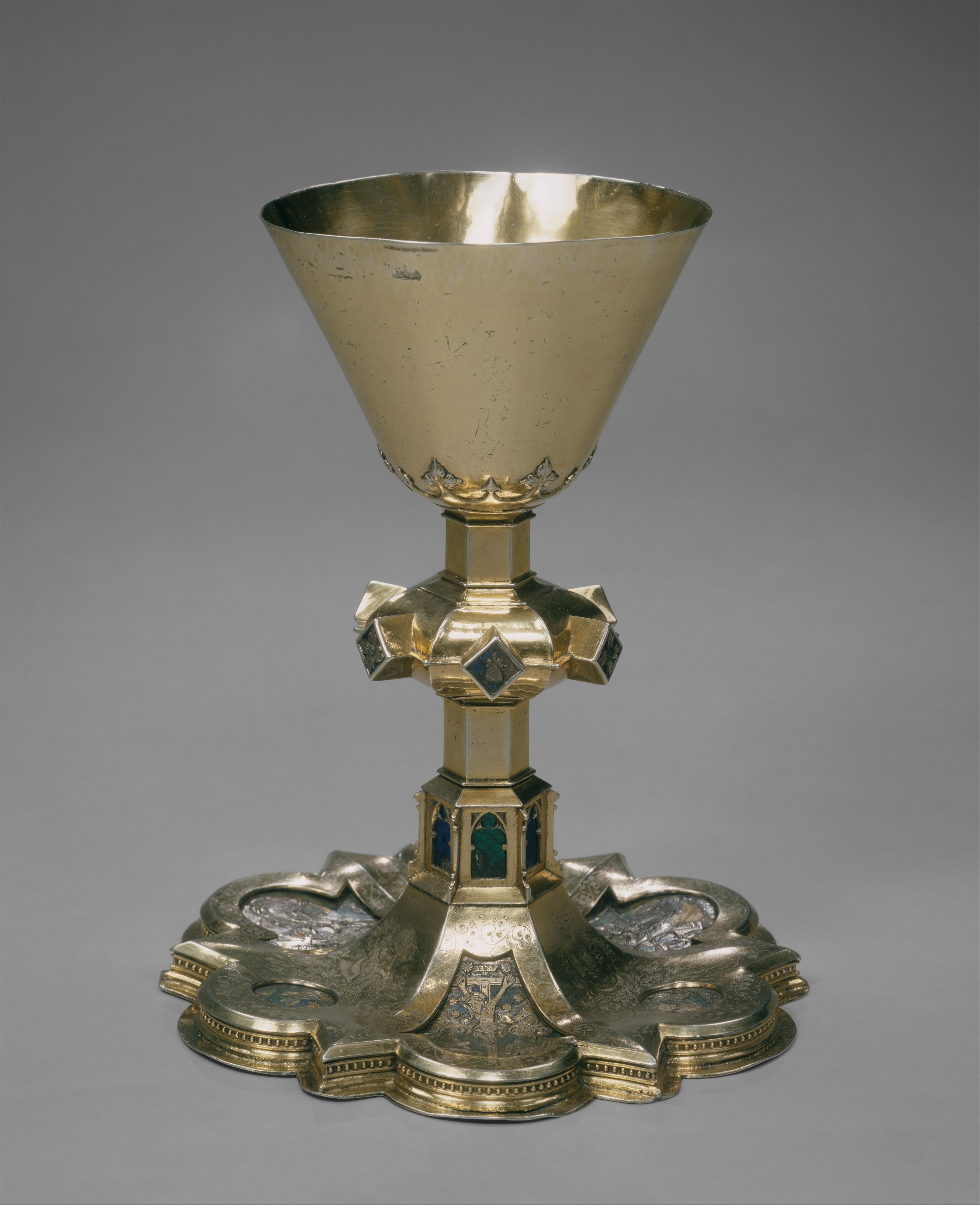
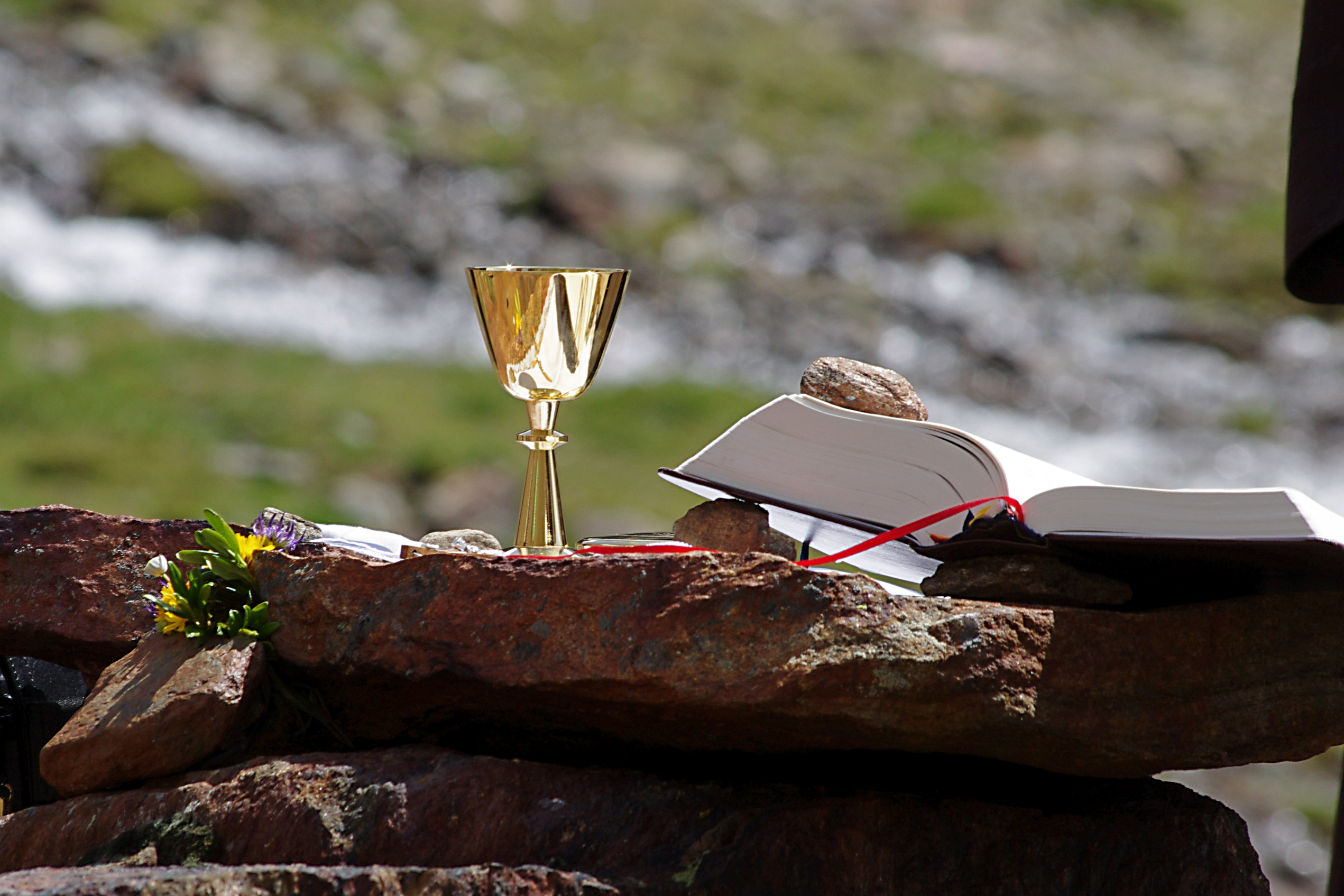
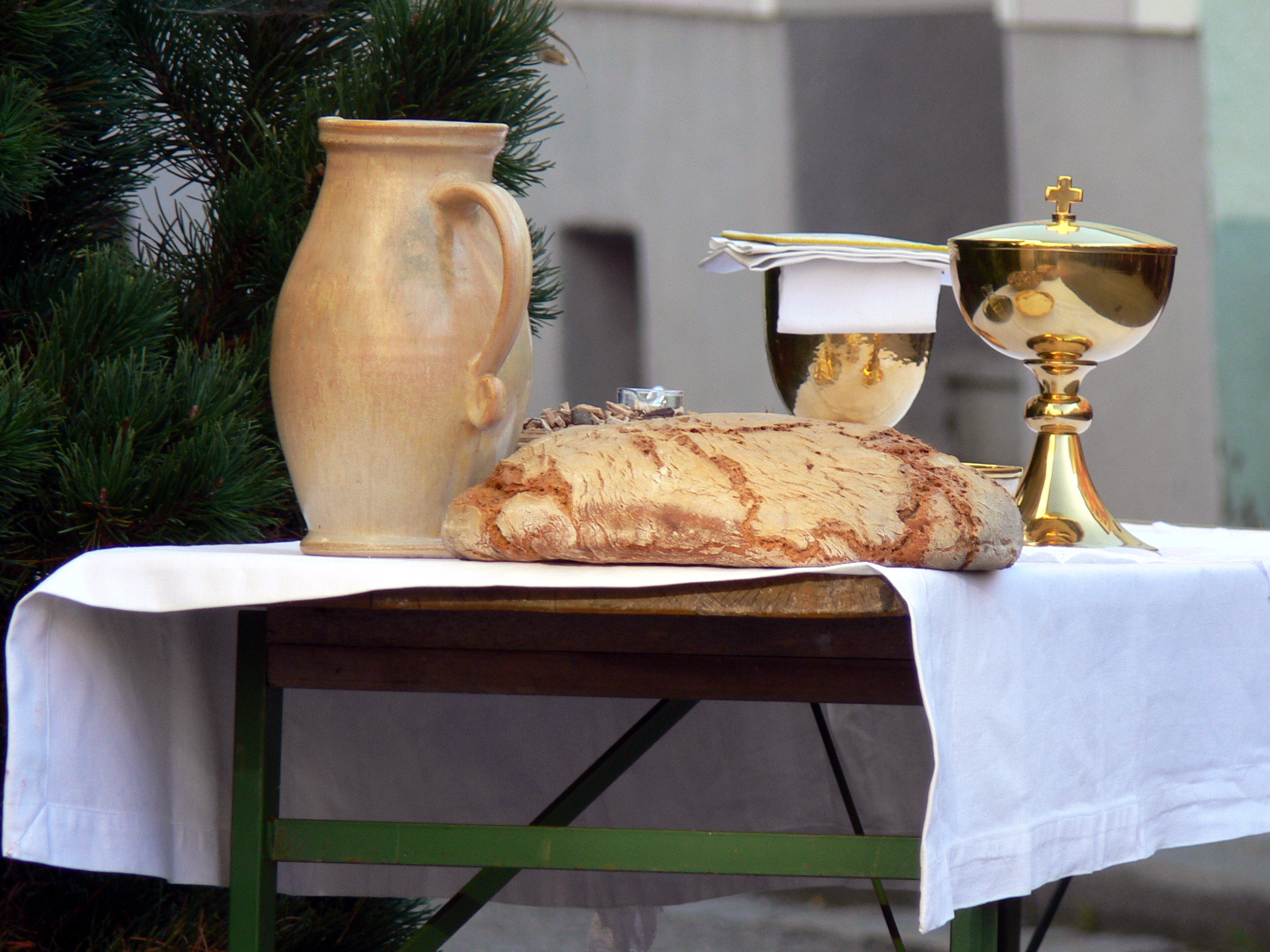